# ابیناو کاشیاپ
ابیناو کاشیاپ (انگلیسی: Abhinav Kashyap؛ زادهٔ ۶ سپتامبر ۱۹۷۴) کارگردان فیلم، و فیلم‌نامه‌نویس اهل هند است.